# Reichenau (Austria)
Reichenau è un comune austriaco di 1 832 abitanti nel distretto di Feldkirchen, in Carinzia. Nel 1865 inglobò le località di Mitteregg e Zedlitzdorf, fino ad allora appartenute al comune di Himmelberg, e nel 1890 le cedette al nuovo comune di Gnesau.